# Annie et ses hommes
Annie et ses hommes est un téléroman québécois en 138 épisodes de 45 minutes créé par Annie Piérard et Bernard Dansereau et  diffusé entre le 1er octobre 2002 et le 6 avril 2009 sur le réseau TVA.

## Synopsis
Le téléroman raconte la vie d'Annie Séguin et de sa famille composée de son mari attentionné, Hugo Nadeau, de leur fils biologique Maxime, de leurs filles adoptives Marion et bébé Mathilde et, depuis 2004, du frère déficient d'Hugo : Renaud.
Annie est principalement entourée d'hommes dont son copropriétaire et ancien patron Luigi, ses frères Denis et Éric et son père Gilbert, d'où le nom de la série.

## Distribution

### Personnages principaux
- Guylaine Tremblay : Annie Séguin
- Denis Bouchard : Hugo Nadeau
- Philippe Charbonneau : Maxime Séguin-Nadeau
- Souyan Jetten-Duchesneau : Marion Séguin-Nadeau
- Marc Béland : Renaud Nadeau
- Elina Khao : Mathilde Séguin-Nadeau

### Personnages secondaires
- Daniel Thomas : Denis Séguin
- Claude Legault : Éric Séguin
- Hélène Bourgeois Leclerc : Josée Rivard
- Charli Arcouette-Martineau : Amélie Bélanger-Séguin
- Raymond Bouchard : Gilbert Séguin
- Louise Laparé : Louise Gervais
- André Umbriaco : Luigi Cuffaro
- Geneviève Laroche : Angela Cuffaro
- Daniel Brière : François Pelletier
- Anne-Marie Cadieux : Sylvie Morier
- Catherine Allard : Nathalie Bernier
- Émilie Bibeau : Rosalie
- Lily Thibault : Maude Béland-Mercier
- Sylvie Moreau : Évelyne Gagnon

### Personnages tertiaires
- Josée Deschênes : Viviane Lessard
- Daniel Parent : Jérôme Migneault
- Francis-William Rhéaume : Vincent
- François Léveillée : Georges Morin
- Isabelle Vincent : Lucie Bélanger
- Louise de Beaumont : Geneviève Falardeau
- Jessica Barker : Ariane
- Marc-François Blondin : Simon

### Les autres personnages
- Emmanuel Bilodeau : Laurent
- Patrick Labbé : Daniel
- Elina Khao : Mathilde
- Geneviève Rioux : Brigitte
- Marie-France Lambert : Johanne
- Sophie Cadieux : L'autre Maman
- Elise Guilbault : Myriam
- Jean-François Blanchard : Pierre
- Éric Bruneau : Samuel
- Amelie B Simard : Isabelle
- Judith Baribeau : Sarah
- Anabèle Gagnon-Moustelly : Éloise
- Charlotte Legault : Coralie

### Performance artistique
- Éric Lapointe dans son propre rôle
- Meggie Lagacé, dans son propre rôle
- Caroline Néron dans son propre rôle
- Garou dans son propre rôle
- Éric Salvail dans son propre rôle

## Fiche technique
- Auteurs : Annie Piérard et Bernard Dansereau
- Réalisateurs : Richard Lahaie et Brigitte Couture
- Producteurs : Jocelyn Deschênes, Sophie Pellerin et Mélanie Lamothe
- Production : Sphère Média Plus

## Épisodes

### Première saison (2002-2003)
1. Les 40 ans d'Annie
2. Changement dans l'air
3. Entre amies
4. Une entrevue
5. Charmes troublants
6. Étonnante proposition
7. Grand ménage
8. Très en demande
9. L'Associée
10. Dix-huit ans
11. Une fugueuse à la maison
12. Jalousie
13. Les Enfants à l’honneur
14. Activités douteuses
15. Ennuis professionnels
16. À la recherche
17. Entre les deux…
18. Père fils
19. Qui vient dîner ?
20. Jouer avec le feu…

### Deuxième saison (2003-2004)
1. Pour le meilleur ou pour le pire
2. À la reconquête
3. L'être aimé…
4. Crise d’identité ?
5. L'Aventure…
6. Les Grands Moyens
7. Moments de nostalgie
8. Vendue !
9. Une décision
10. Le Défi
11. Les Petits-enfants
12. Aux devoirs !
13. Vie intime ?
14. Amélie
15. À l'approche de la mort
16. Une proposition surprenante
17. Les pieds dans les plats
18. La culpabilité
19. Espions d’occasion
20. La Tentation du jeu
21. Hugo et Annie au dépourvu
22. Tout un choc

### Saisons 3 à 7
Aucun titre n'a été fourni pour les épisodes subséquents.

## DVD
- Les DVD des saisons 4, 5, 6 et 7 sont disponibles.

## Récompenses
- 34 Prix Gémeaux (prix de l'industrie) dont 6 pour le Meilleur téléroman de l'année
- 11 Prix Artis (prix du public)
- 6 Prix MetroStar (prix du public)